# Satu Nou (gmina Ciorăști)
Satu Nou – wieś w Rumunii, w okręgu Vrancea, w gminie Ciorăști. W 2011 roku liczyła 233
mieszkańców.